# VFC Plauen
VFC Plauen is een Duitse voetbalclub uit Plauen.

## Geschiedenis

### Beginjaren tot aan WO II
De club werd opgericht als 1. Vogtländischer Fußballclub Plauen in 1903 en is de oudste nog bestaande club uit Vogtland. De eerste wedstrijd werd gespeeld op 2 augustus 1903 tegen SpVgg ATV Hof en werd met 0-2 verloren. De club sloot zich aan bij de Midden-Duitse voetbalbond en ging in de tweede klasse spelen van de Noordwest-Saksische competitie. De club trok zich in april 1905 terug uit de competitie en strandde op een zesde plaats. Na dit seizoen werd de club overgeheveld naar nieuwe competitie van Zuidwest-Saksen en mocht daar in de hoogste klasse starten. Na een voorlaatste plaats in het eerste seizoen werd de club derde in 1907. Hierna veranderde de club opnieuw van competitie, daar Vogtland nu zijn eigen competitie kreeg. De club stapelde de ereplaatsen op, maar het waren stadsrivalen FC Apelles Plauen en FV Konkordia dat de prijzen wonnen. 
In 1926 eindigde de club voor het eerst op de eerste plaats, al moest het die delen met Konkordia. De club verloor de titelfinale, maar dit seizoen was er wel een opvangnet voor vicekampioenen in de Midden-Duitse eindronde, waar de club verloor van SpVgg Falkenstein. Na nog een tweede plaats in 1927 en 1929 werd de club eindelijk kampioen in 1930. In de Midden-Duitse eindronde verloor de club van SV 08 Steinach. Het volgend seizoen werd de competitie van Göltzschtal bij die van Vogtland gevoegd. Beide reeksen bleven wel nog twee jaar apart bestaan. Plauen werd kampioen van Vogtland in 1931 en won de titelfinale van SV 1912 Grünbach met 2-1 na verlengingen. Grünbach protesteerde omdat er in het reglement niets over verlengingen stond en er normaal een replay gespeeld moest worden. Wegens tijdsgebrek nam de club wel al deel aan de eindronde, waar ze FC Saxonia Bernsbach versloegen en dan uitgeschakeld werden door Dresdner SC. De club verloor ook de reply van Grünbach. In 1932 werd de club wel opnieuw kampioen en bereikte de kwartfinale van de eindronde, waar ze verloren van PSV Chemnitz. Na 1933 werd de competitie grondig geherstructureerd. De Midden-Duitse bond werd ontbonden en de vele competities vervangen door de Gauliga Sachsen en Gauliga Mitte. uit de Gauliga Vogtland kwalificeerden zich drie teams. Door de tweede plaats in 1933 was de club verzekerd van een plaats bij de elite. De concurrentie met de grote clubs uit Dresden en Leipzig bleek echter te zwaar voor de club te zijn. Ze werden voorlaatste en degradeerden. 
De volgende jaren slaagde de club er niet meer in om kampioen te worden, het was voornamelijk oude rivaal Konkordia die de competitie domineerde. Pas in 1944 werd de club kampioen, echter door het nakende einde van de Tweede Wereldoorlog werd het volgend jaar geen competitie gespeeld. 

## =DDR-tijd
Na de oorlog werden alle Duitse clubs ontbonden. In Oost-Duitsland mochten de clubs niet heropgericht worden onder hun oude naam. De club werd heropgericht als SG Plauen-West en na de invoering van het BSG-systeem in 1949 werd de naam BSG Sachsenverlag Plauen aangenomen. De club werd in 1951 kampioen en promoveerde zo naar de DDR-Liga. Inmiddels onder de naam BSG Rotation, werden ze knap derde in het eerste seizoen. Na alweer een nieuwe naam, nu BSG Wismut, degradeerde de club in 1955. In 1963 werd de naam BSG Motor WEMA Plauen en een jaar later promoveerde de club weer naar de DDR-Liga. Na een elfde plaats versterkte de club zich gevoelig met spelers uit de Oberliga, wat in een derde plaats resulteerde. De volgende jaren speelde de club in de middenmoot en degradeerde in 1973. In 1976 werd de naam Motor WEMA/Aufbau Plauen. Nadat de club in 1978 verder degradeerde kwamen ze twee jaar later terug. In 1983 miste de club kans op een nieuwe promotie. In 1990 werd de club tweede en kwalificeerde zich hiermee voor de nieuwe Landesliga Sachsen.

### Geschiedenis na 1990
Na de Duitse hereniging nam de club terug de oude naam VFC Plauen aan en de clubs werden in het West-Duitse voetbalsysteem geïntegreerd. De Landesliga was op dat moment de vierde klasse. De club werd kampioen en promoveerde naar de Oberliga, de derde klasse, maar kon daar het behoud niet verzekeren. In 1994 werd de club opnieuw kampioen, maar door de invoering van de Regionalliga als derde klasse bleef de club wel op het vierde niveau steken. Nadat de club vicekampioen werd in 1995 met één punt achterstand op FSV Wacker 90 Nordhausen, werd de club het volgende jaar, met tien punten voorsprong op Chemnitzer FC Amateure, kampioen en promoveerde zo naar de Regionalliga. Na twee middenmootplaatsen werd de club vijfde in 1999. Het volgende seizoen werd de club slachtoffer van een competitiehervorming. Ondanks een dertiende plaats degradeerde de club naar de Oberliga. De club eindigde, op een zesde plaats in 2007 na steevast in de top drie. In 2004 werd de club kampioen, maar kon via de eindronde geen promotie afdwingen. In 2008 werd de 3. Liga ingevoerd als nieuwe derde klasse en de Regionalliga werd met één reeks uitgebreid, waardoor de club na een derde plaats promoveerde. De club werd de volgende jaren een vaste waarde en eindigde meestal in de middenmoot. In december 2014 ging de club failliet omdat ze bijna een miljoen euro aan schulden hadden. De club degradeerde zo naar de Oberliga. In het seizoen 2023/24 eindigde de club als 2e in de Oberliga-Süd maar kon tocht promoveren naar de Regionalliga Nordost omdat kampioen Bischofswerdaer FV 08 afzag van promotie.

## Stadion

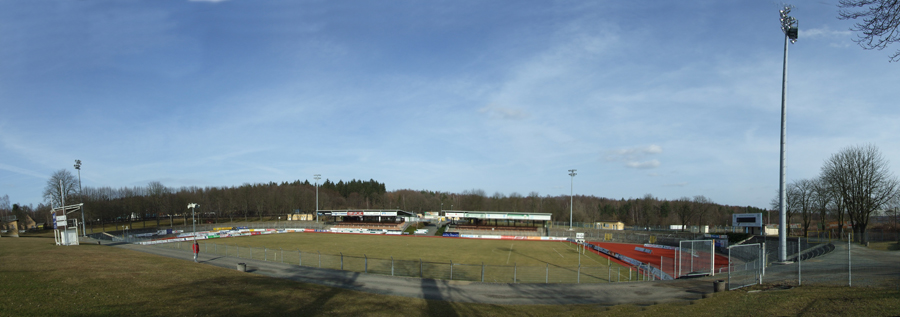
Vogtlandstadion Plauen

VFC Plauen speelt haar thuiswedstrijden in het Vogtlandstadion Plauen gelegen aan het noordelijke uiteinde van de stad, grenzend aan een bos. Het oorspronkelijke stadion werd gebouwd in 1934 en daarna uitgebreid in 1937 met een tribune met een capaciteit van 5.000 toeschouwers. Na de oorlog werden faciliteiten voor atletiek toegevoegd. Vandaag de dag heeft het stadion 16.400 plaatsen (5000 zitplaatsen) en heeft lichtmasten en een elektronisch scorebord.

## Erelijst
- Landesliga Sachsen (V)

1991, 1994
- Oberliga Nordost-Süd (IV)

2004
- Sachsenpokal

1999, 2004